# Phyllanthus montanus
Phyllanthus montanus är en emblikaväxtart som först beskrevs av Olof Swartz, och fick sitt nu gällande namn av Olof Swartz. Phyllanthus montanus ingår i släktet Phyllanthus och familjen emblikaväxter. IUCN kategoriserar arten globalt som nära hotad.
Artens utbredningsområde är Jamaica. Inga underarter finns listade i Catalogue of Life.